# Cyrus Habib

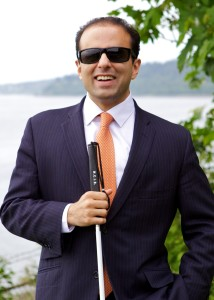
Cyrus Habib (2014)

Kamyar Cyrus Habib (* 22. August 1981 in Baltimore, Maryland) ist ein US-amerikanischer Politiker. Im November 2016 wurde er zum 16. Vizegouverneur (Lieutenant Governor) des Bundesstaates Washington gewählt. Er bekleidete dieses Amt von 2017 an bis 2021.

## Werdegang
Cyrus Habib ist der Sohn einer in die USA eingewanderten Familie aus dem Iran. Er hat drei Krebserkrankungen überstanden und verlor mit acht Jahren sein Augenlicht. Seither ist er vollständig blind. Kurze Zeit nach seiner Erblindung zog die Familie nach Bellevue im Staat Washington, wo er im Jahr 1999 die International School absolvierte. Anschließend studierte er an der Columbia University in New York City. In dieser Zeit sammelte er seine ersten politischen Erfahrungen, als er zwischenzeitlich im New Yorker Büro der damaligen US-Senatorin Hillary Clinton arbeitete. Danach setzte er seine Ausbildung mit einem Studium an der University of Oxford in England fort. Nach einem folgenden Jurastudium an der Yale University und seiner Zulassung als Rechtsanwalt begann er im Staat Washington in diesem Beruf zu arbeiten. Seit 2013 lehrte er auch Jura an der Law School der Seattle University.
Politisch schloss sich Habib der Demokratischen Partei an. Zwischen 2013 und 2015 saß er im Repräsentantenhaus von Washington; seit 2015 gehört er dem Staatssenat an. Im Jahr 2016 bewarb er sich erfolgreich um den Posten des Vizegouverneurs seines Staates. In dieser Eigenschaft löste er am 11. Januar 2017 Brad Owen ab. Er war somit Vertreter von Gouverneur Jay Inslee und Vorsitzender des Staatssenats. Habib war der erste US-Politiker mit iranischer Abstammung, der ein solch hohes Amt auf Staatsebene bekleidete. Im März 2020 erklärte er, dass er keine Wiederwahl anstrebe, sondern nach Ablauf seiner Amtszeit Anfang 2021 in den Jesuitenorden eintreten werde. Sein Nachfolger wurde sein Parteigenosse Dennis Heck.